# Дзендзик (остров, Таманский залив)
Дзендзик — небольшой остров на западе Таманского залива в Керченском проливе. Административно входит в состав Запорожского сельского поселения Темрюкского района Краснодарского края России.

## Географическая характеристика
Находится в полукилометре южнее оконечности косы Чушка.
Наибольшая длина острова равна примерно 200 метрам, ширина — ≈100 м.
Остров сложен преимущественно из смеси песка и ракушечника.
Немного восточнее от Дзендзика расположены остров Лисий и остров Крупинина.

## Флора и фауна
Доминирующим растением, произрастающем на острове, является камыш, который образует на нём обильные заросли. Это в свою очередь привлекает большое количество разнообразных птиц: цаплей, чаек, бакланов и т. д. В прибрежных водах острова обитают бычки, пеленгас, на мелководье встречаются небольшие крабы и рыбки-иголки. Иногда в залив наведываются покормиться дельфины.

## Население
Постоянное население на острове отсутствует, но остров является довольно популярным местом отдыха. Ближайший населённый пункт к острову — посёлок Чушка, расположен на одноимённой косе, примерно в двух с половиной километрах северо-восточнее.